# Prix de la bande à Mœbius
 (octobre 2022).
Le prix de la bande à Mœbius est un prix littéraire québécois décerné chaque année par un jury nommé par le comité de rédaction de la revue Mœbius. Remis lors du Salon du livre de Montréal, ce prix a récompensé pendant 17 ans le meilleur texte paru dans la revue au cours de l'année.

## Lauréates et lauréats
- 1999 : Jean-Pierre Girard (Projet de vérité, no 81)
- 2000 : Pierre Manseau (L'Effet bénéfique de la prière, no 82)
- 2001 : Luc LaRochelle (J'ai frappé à toutes les portes, no 88)
- 2002 : Patrick Nicol (Ma cousine, la première, no 93)
- 2003 : André-Guy Robert (Un autre lundi, no 94)
- 2004 : Marie-Hélène Poitras (Sur la tête de Johnny Cash, no 99)
- 2005 : Éric McComber (Éden, no 105)
- 2006 : Carmen Strano (Berlin, 27 avril, no 107)
- 2007 : Michaël La Chance (Le Venturier au sommet et De l'érudition en poésie, no 111)
- 2008 : Robert Lévesque (Le Code Paillasson, no 115)
- 2009 : Roger Des Roches (Le nouveau temps du verbe être, no 121)
- 2010 : Suzanne Myre (Comment je suis devenue une outsider, no 125)
- 2011 : Jean-Marc Desgent (Le joli théâtre de Platon, no 126)
- 2012 : Élisabeth Chlumecky (L'échelle, no 132)
- 2013 : Olivier Gamelin (Le mégot, no 137)
- 2014 : Julie Lebrun (Le Petit Prince des fourmis, no 140)
- 2015 : Stéphane Gauthier (Deuil, no 145)

## Postérité: Prix du public – Mœbius
En 2017, avec la refonte de la revue, le Prix de la bande à Mœbius devient le Prix du public – Mœbius. Ce prix, qui récompense toujours le meilleur texte paru dans la revue au cours de l’année, est désormais entre les mains des lectrices et des lecteurs.
Les lauréates et lauréats de ce prix :
- 2017 : Benjamin Gagnon-Chainey
- 2018 : Camille Readman Prud'homme
- 2019 : Cato Fortin